# Toxocarpus cyclosepalus
Toxocarpus cyclosepalus är en oleanderväxtart som beskrevs av Markgraf. Toxocarpus cyclosepalus ingår i släktet Toxocarpus och familjen oleanderväxter. Inga underarter finns listade i Catalogue of Life.